# ويليام بست
ويليام بست (30 مايو 1865 - 3 أغسطس 1942) (بالإنجليزية: William Best)‏ هو لاعب كريكت بريطاني (وحمل سابقاً جنسية المملكة المتحدة لبريطانيا العظمى وأيرلندا).

## وصلات خارجية
- ويليام بست على موقع إي آس بي آن كريك إنفو (الإنجليزية)